# Дуплікація генів

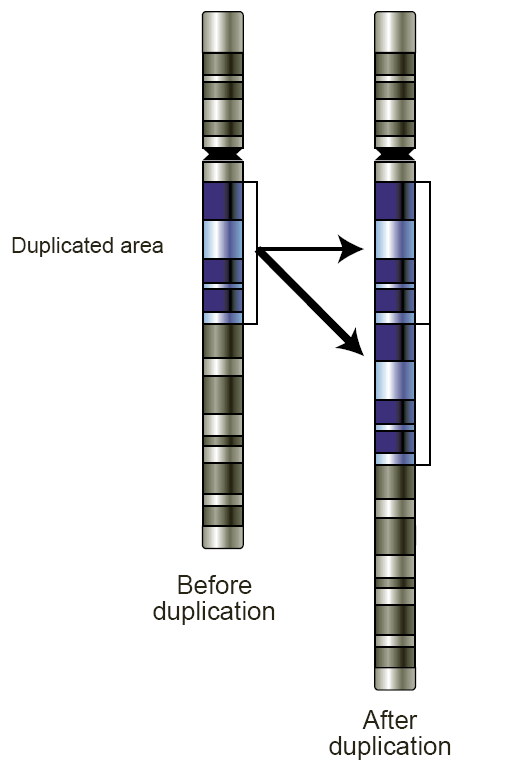
Схема регіону хромосоми до і після події дуплікації

Дуплікація генів — структурна хромосомна мутація, будь-яке дублювання ділянки ДНК, що містить ген. Дуплікація генів може відбуватися в результаті помилки при гомологічній рекомбінації, в результаті ретротранспозиції або дуплікації всієї хромосоми. Друга копія гену буде практично вільною від добірного тиску — тобто мутації в цьому гені не мають шкідливого ефекту на організм, тому вона видозмінюється із поколіннями швидше, ніж функціональний ген іншої копії.